# Lány 100 méteres gyorsúszás a 2010. évi nyári ifjúsági olimpiai játékokon
A 2010. évi nyári ifjúsági olimpiai játékokon az úszás lány 100 méteres gyorsúszás versenyszámát augusztus 16. és augusztus 17. között rendezték a Singapore Sports Schoolban.

## Előfutamok

### 1. Futam
| H  | P | Név                    | Nemzet          | Idő     | Mj  |
| -- | - | ---------------------- | --------------- | ------- | --- |
| 1. | 6 | Zeineb Khalfallah      | Tunézia         | 58.37   | Q   |
| 2. | 1 | Bieliukas Trejo Oriana | Venezuela       | 58.90   |     |
| 3. | 5 | Bria Deveaux           | Bahama-szigetek | 1:01.17 |     |
| 4. | 2 | Maria Lopez            | Bolívia         | 1:04.86 |     |
| 5. | 7 | Arhatha Magavi         | India           | 1:05.18 |     |
| 6. | 8 | Madhawee Weerathunga   | Srí Lanka       | 1:05.38 |     |
| 7. | 3 | Aina Filsrabetsara     | Madagaszkár     | 1:06.73 |     |
|    | 4 | Josephine Blamo        | Libéria         |         | DNS |

### 2. Futam
| H  | P | Név                 | Nemzet          | Idő     | Mj |
| -- | - | ------------------- | --------------- | ------- | -- |
| 1. | 4 | Sara Hayajna        | Jordánia        | 1:01.08 |    |
| 2. | 5 | Katriin Kersa       | Észtország      | 1:01.13 |    |
| 3. | 3 | Dayana Castro       | Costa Rica      | 1:01.65 |    |
| 4. | 6 | Angélique Trinquier | Monaco          | 1:05.04 |    |
| 5. | 2 | Maria Gibbons       | Palau           | 1:11.34 |    |
| 6. | 8 | Zeynab Ba           | Szenegál        | 1:12.66 |    |
| 7. | 7 | Jennet Saryyeva     | Türkmenisztán   | 1:14.28 |    |
| 8. | 1 | Aminath Shajan      | Maldív-szigetek | 1:15.25 |    |

### 3. Futam
| H  | P | Név                       | Nemzet             | Idő     | Mj |
| -- | - | ------------------------- | ------------------ | ------- | -- |
| 1. | 2 | Patricia Hapsari          | Indonézia          | 58.85   |    |
| 2. | 5 | Gizem Bozkurt             | Törökország        | 59.05   |    |
| 3. | 6 | Raissa Andrea Guerra      | Uruguay            | 59.70   |    |
| 4. | 3 | Karen Sif Vilhjalmsdotter | Izland             | 1:00.01 |    |
| 5. | 1 | Bayan Jumah               | Szíria             | 1:00.07 |    |
| 6. | 4 | Kimberlee John-Williams   | Trinidad és Tobago | 1:00.15 |    |
| 7. | 8 | Tiana Tasevska            | Macedónia          | 1:01.04 |    |
| 8. | 7 | Simona Marinova           | Macedónia          | 1:01.21 |    |

### 4. Futam
| H  | P | Név                          | Nemzet                  | Idő     | Mj |
| -- | - | ---------------------------- | ----------------------- | ------- | -- |
| 1. | 2 | Aksana Dziamidava            | Fehéroroszország        | 58.22   | Q  |
| 2. | 3 | Lotta Nevalainen             | Finnország              | 58.46   |    |
| 3. | 4 | Ingibjorg Kristin Jonsdottir | Izland                  | 58.74   |    |
| 4. | 5 | Kyla Ferreira                | Dél-afrikai Köztársaság | 59.20   |    |
| 5. | 7 | Sarah Rolko                  | Luxemburg               | 59.56   |    |
| 6. | 1 | Shahd Mostafa                | Egyiptom                | 1:00.42 |    |
| 7. | 8 | Adeline Shu Jian Winata      | Szingapúr               | 1:00.64 |    |
| 8. | 6 | Hristina Muncheva            | Bulgária                | 1:01.51 |    |

### 5. Futam
| H  | P | Név                 | Nemzet        | Idő   | Mj |
| -- | - | ------------------- | ------------- | ----- | -- |
| 1. | 5 | Lauren Earp         | Kanada        | 57.09 | Q  |
| 2. | 7 | Sarah Wegria        | Belgium       | 57.55 | Q  |
| 3. | 6 | Danielle Villars    | Svájc         | 57.59 | Q  |
| 4. | 2 | Nicol Samsonyk      | Izrael        | 58.02 | Q  |
| 5. | 4 | Xiang Qi Amanda Lim | Szingapúr     | 58.03 | Q  |
| 6. | 8 | Cheyenne Pigot      | Suriname      | 58.66 |    |
| 7. | 1 | Tam Nguyen Tran     | Vietnám       | 59.39 |    |
| 8. | 3 | Mathilde Cini       | Franciaország | 59.43 |    |

### 6. Futam
| H  | P | Név                          | Nemzet        | Idő   | Mj |
| -- | - | ---------------------------- | ------------- | ----- | -- |
| 1. | 6 | Emma McKeon                  | Ausztrália    | 56.04 | Q  |
| 2. | 5 | Alessandra Marchioro         | Brazília      | 56.74 | Q  |
| 3. | 4 | Juliane Reinhold             | Németország   | 57.71 | Q  |
| 4. | 1 | Natalia Pawlaczek            | Lengyelország | 58.29 | Q  |
| 5. | 3 | Isabella Arcila              | Kolumbia      | 58.49 |    |
| 6. | 8 | Manon Minneboo               | Hollandia     | 58.77 |    |
| 7. | 2 | Chloe Francis                | Új-Zéland     | 58.84 |    |
| 8. | 7 | Maria Carolina da Costa Rosa | Portugália    | 59.45 |    |

### 7. Futam
| H  | P | Név                  | Nemzet           | Idő   | Mj  |
| -- | - | -------------------- | ---------------- | ----- | --- |
| 1. | 4 | Tang Yi              | Kína             | 57.22 | Q   |
| 2. | 3 | Katarina Listopadova | Szlovákia        | 57.35 | Q   |
| 3. | 5 | Bucz Ágnes           | Magyarország     | 57.70 | Q   |
| 4. | 7 | Jordan Mattern       | Egyesült Államok | 57.81 | Q   |
| 5. | 2 | Jasmine Alkhaldi     | Fülöp-szigetek   | 58.16 | Q   |
| 6. | 1 | Eleanor Faulkner     | Nagy-Britannia   | 58.71 |     |
| 7. | 6 | Juanita Barreto      | Kolumbia         | 59.45 |     |
|    | 8 | Elena di Liddo       | Olaszország      |       | DNS |

## Elődöntő

### 1. Futam
| H  | P | Név                  | Nemzet           | Idő   | Mj |
| -- | - | -------------------- | ---------------- | ----- | -- |
| 1. | 5 | Tang Yi              | Kína             | 56.22 | Q  |
| 2. | 4 | Alessandra Marchioro | Brazília         | 56.82 | Q  |
| 3. | 6 | Bucz Ágnes           | Magyarország     | 56.97 | Q  |
| 4. | 2 | Jordan Mattern       | Egyesült Államok | 57.36 | Q  |
| 5. | 1 | Aksana Dziamidava    | Fehéroroszország | 57.49 |    |
| 6. | 7 | Xiang Qi Amanda Lim  | Szingapúr        | 57.99 |    |
| 7. | 8 | Zeineb Khalfallah    | Tunézia          | 58.12 |    |
| 8. | 3 | Sarah Wegria         | Belgium          | 58.23 |    |

### 2. Futam
| H  | P | Név                  | Nemzet         | Idő   | Mj |
| -- | - | -------------------- | -------------- | ----- | -- |
| 1. | 4 | Emma McKeon          | Ausztrália     | 55.64 | Q  |
| 2. | 3 | Katarina Listopadova | Szlovákia      | 56.67 | Q  |
| 3. | 5 | Lauren Earp          | Kanada         | 56.79 | Q  |
| 4. | 6 | Danielle Villars     | Svájc          | 57.22 | Q  |
| 5. | 2 | Juliane Reinhold     | Németország    | 57.64 |    |
| 6. | 1 | Jasmine Alkhaldi     | Fülöp-szigetek | 58.01 |    |
| 7. | 7 | Nicol Samsonyk       | Izrael         | 58.18 |    |
| 8. | 8 | Natalia Pawlaczek    | Lengyelország  | 58.40 |    |

## Döntő
| H     | P | Név                  | Nemzet           | Idő   | Mj |
| ----- | - | -------------------- | ---------------- | ----- | -- |
| Arany | 5 | Tang Yi              | Kína             | 54.46 |    |
| Ezüst | 4 | Emma McKeon          | Ausztrália       | 55.37 |    |
| Bronz | 6 | Lauren Earp          | Kanada           | 56.59 |    |
| 4.    | 3 | Katarina Listopadova | Szlovákia        | 56.90 |    |
| 5.    | 2 | Alessandra Marchioro | Brazília         | 57.12 |    |
| 6.    | 7 | Bucz Ágnes           | Magyarország     | 57.40 |    |
| 7.    | 8 | Jordan Mattern       | Egyesült Államok | 57.52 |    |
| 8.    | 1 | Danielle Villars     | Svájc            | 57.72 |    |

## Fordítás
Ez a szócikk részben vagy egészben  a   Swimming at the 2010 Summer Youth Olympics – Girls' 100 metre freestyle című angol Wikipédia-szócikk fordításán alapul.  Az eredeti cikk szerkesztőit annak laptörténete sorolja fel. Ez a jelzés csupán a megfogalmazás eredetét és a szerzői jogokat jelzi, nem szolgál a cikkben szereplő információk forrásmegjelöléseként.